# روبرت فلوريس فان أيك
روبرت فلوريس فان أيك (بالهولندية: Robert van Eyck)‏ هو رسام وشاعر هولندي، ولد في 3 مايو 1916 في لاهاي في هولندا، وتوفي في 19 ديسمبر 1991.

## وصلات خارجية
لم يتم العثور على روابط لمواقع التواصل الاجتماعي.